# Berndt Uthas
Berndt Uthas, född 16 september 1938 i Smedjebacken, död 30 januari 2011 i Norrköping, var en svensk sångare och skådespelare.
Berndt Uthas växte upp i bruksorten Smedjebacken där han tidigt engagerade sig i en amatörteatergrupp. Efter utbildning i bokhandelsbranschen flyttade han till Nyköping där han började arbeta i en bokhandel. Tidigt kom han i kontakt med stadens lokala revykung Knutte Larsson som engagerade honom till revyn på Nyköpings Teater. 
Efter privata teater och sånglektioner för Kerstin Forsmark och Nils Köllerström debuterade han 1972 i operetten Värdshuset Vita Hästen på Arbisteatern i Norrköping. Föreställningen blev en succé och bland motspelarna såg man Gun och Erik Bengtsson, Inger Nilsson samt Inge L Franzen. På Arbisteatern spelade Uthas framträdande roller i många kända operetter och musikaler. Spelåret 1974-75 spelade han Camille de Rosillon i Glada Änkan, en roll som han även gjorde på en riksteaterturné. Uthas blev uppskattad som Professor Higgins i My Fair Lady som spelades på Arbisteatern 1981-83 samt i rollen som furst Edwin von und zu Lippert-Weylersheim i Csardasfurstinnan spelåret 1984-85. Han gjorde även rollen som Don Quijote i musikalen Mannen från La Mancha 1989. 
Norrköpingsborna lärde också känna Berndt Uthas som föreståndare för musikavdelningen på Anderssons Bokhandel. Uthas var från 1987 till 1995 ordförande i Norrköpings Operettsällskap och var chef för Arbisteatern 1990-1995. 
Efter ett längre uppehåll gjorde han comeback på Lilla Teatern i revyn Snurr på Lillan 2002 där han gjorde en parodi på sig själv som den gamla operettcharmören med frack, hatt och vackra primadonnor. Uthas författade också en hel del texter till revyer och visor samt framträdde som trubadur och estradör i många olika sammanhang. I Sveriges Television kunde man se honom i diverse operett- och musikalsammanhang liksom i Café Norrköping där han vid flera tillfällen medverkade som solist.

## Utmärkelser
- 1992 - Kulturstipendium Norrköpings kommun
- 1995 - Lidénmedaljen Föreningen Gamla Norrköping

## Roller i urval
Spelade på Arbisteatern om inte annat angivits
- 1972 - Advokat Siedler i Värdshuset Vita hästen
- 1973 - René Boislurette i Kyska Susanna
- 1974 - Camille de Rosillon i Den Glada Änkan
- 1975 - Camille de Rosillon i Den Glada Änkan (Riksteaterturné)
- 1976 - Orestes i Sköna Helena
- 1977 - Hans von Schlick i Dollarprinsessan
- 1978 - Armand Brissard i Greven av Luxemburg
- 1979 - Bud Frump i Hur man lyckas i affärer...
- 1981 - Henry Higgins i My Fair Lady
- 1982 - Henry Higgins i My Fair Lady
- 1983 - Sid Sorokin i Pyjamasleken
- 1984 - Edwin von und zu Lippert-Weylersheim i Csárdásfurstinnan
- 1985 - Gaylord Ravernal i Teaterbåten
- 1986 - Fadinard i Pariserliv (Den italienska halmhatten)
- 1987 - Frank Butler i Annie get your gun
- 1989 - Don Quijote i Mannen från La Mancha
- 1990 - Celestin/Floridor i Lilla Helgonet
- 1991 - Leopold i Värdshuset Vita Hästen
- 1992 - Henry Higgins i My Fair Lady
- 1993 - Kapten von Trapp i The Sound Of Music
- 1994 - Diverse roller i Arbisrevyn Mot strömmen (medförfattare)
- 1994 - Gaylord Ravernal i Teaterbåten
- 2002 - Diverse roller i revyn Snurr på Lillan (medeförfattare) Lilla Teatern
- 2003 - Diverse roller i revyn Lilla Akuten (huvudförfattare) Lilla Teatern
- 2004 -  Fabrikör Fritiof Blomqvist i Värdshuset Vita Hästen Lilla Teatern
- 2005 - Doktor Diafoirus i Den inbillade sjuke Gamla Linköping
- 2005 - Majoren i Lilla Helgonet Lilla Teatern
- 2006 - Feri von Kerekes i Csárdásfurstinnan Arbisteatern
- 2007 - Larry i Company Lilla Teatern